# 麻羅観音

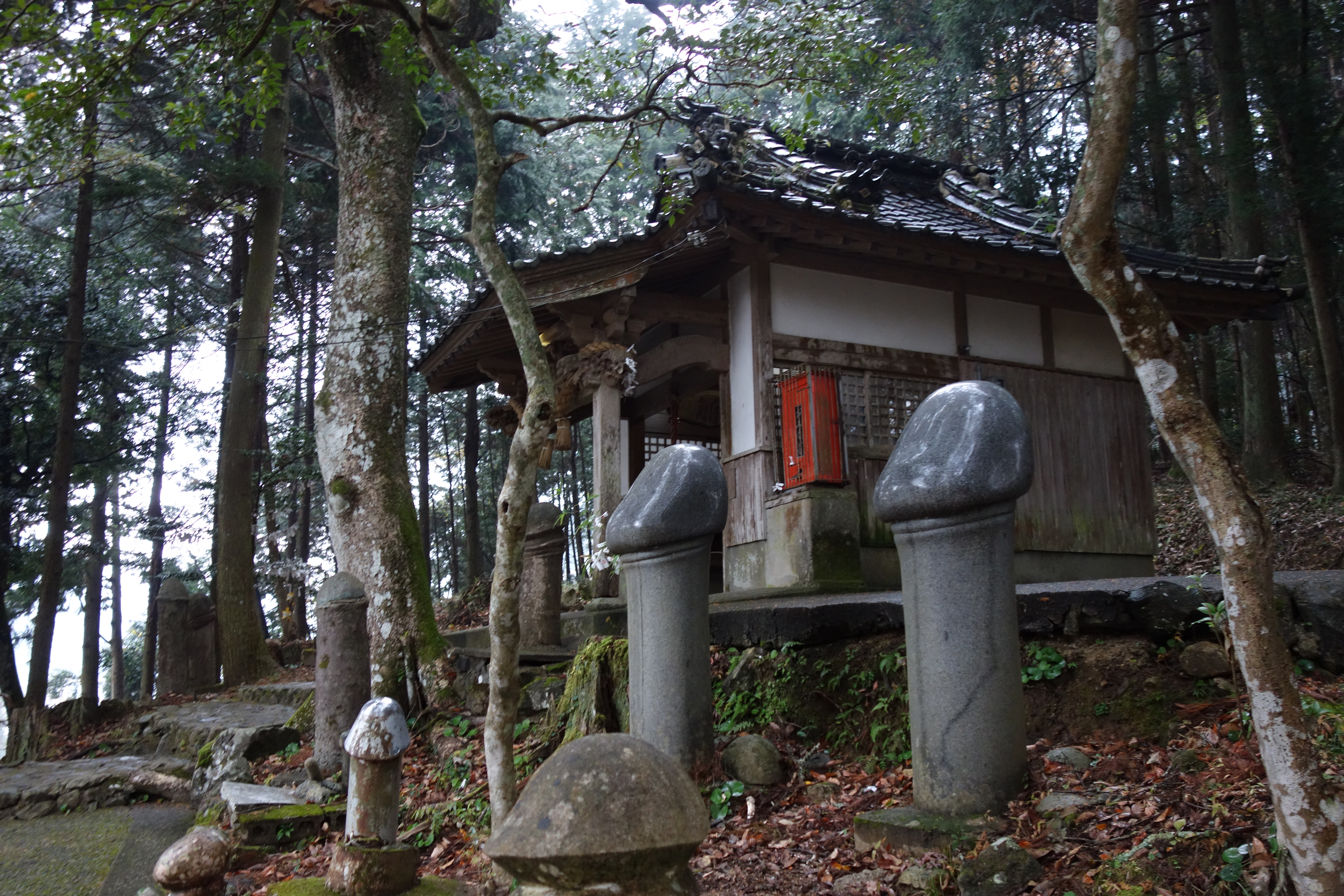
立ち並ぶ陰茎の石像
写真内だけで少なくとも8本

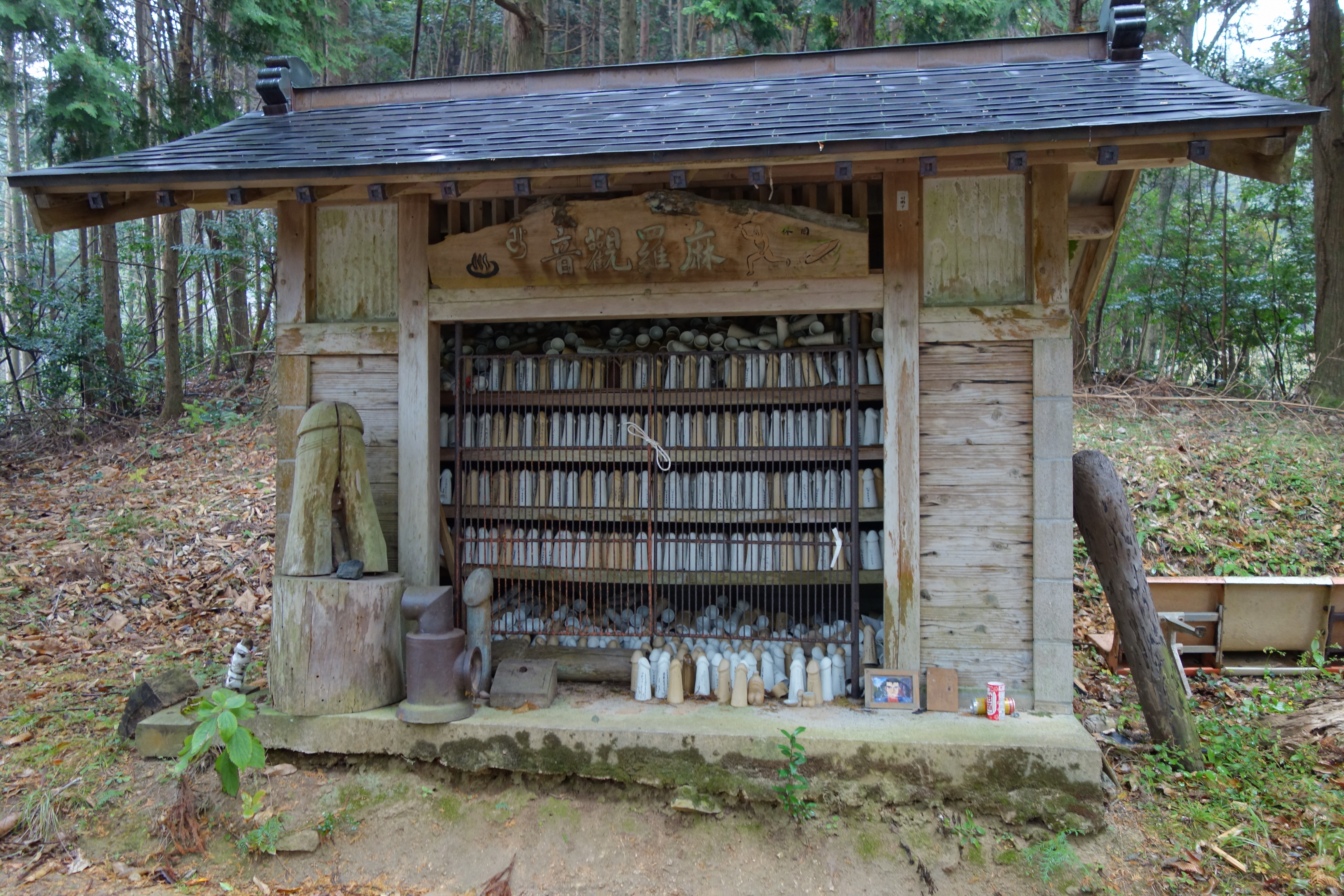
願いを書いた陶器製男根像

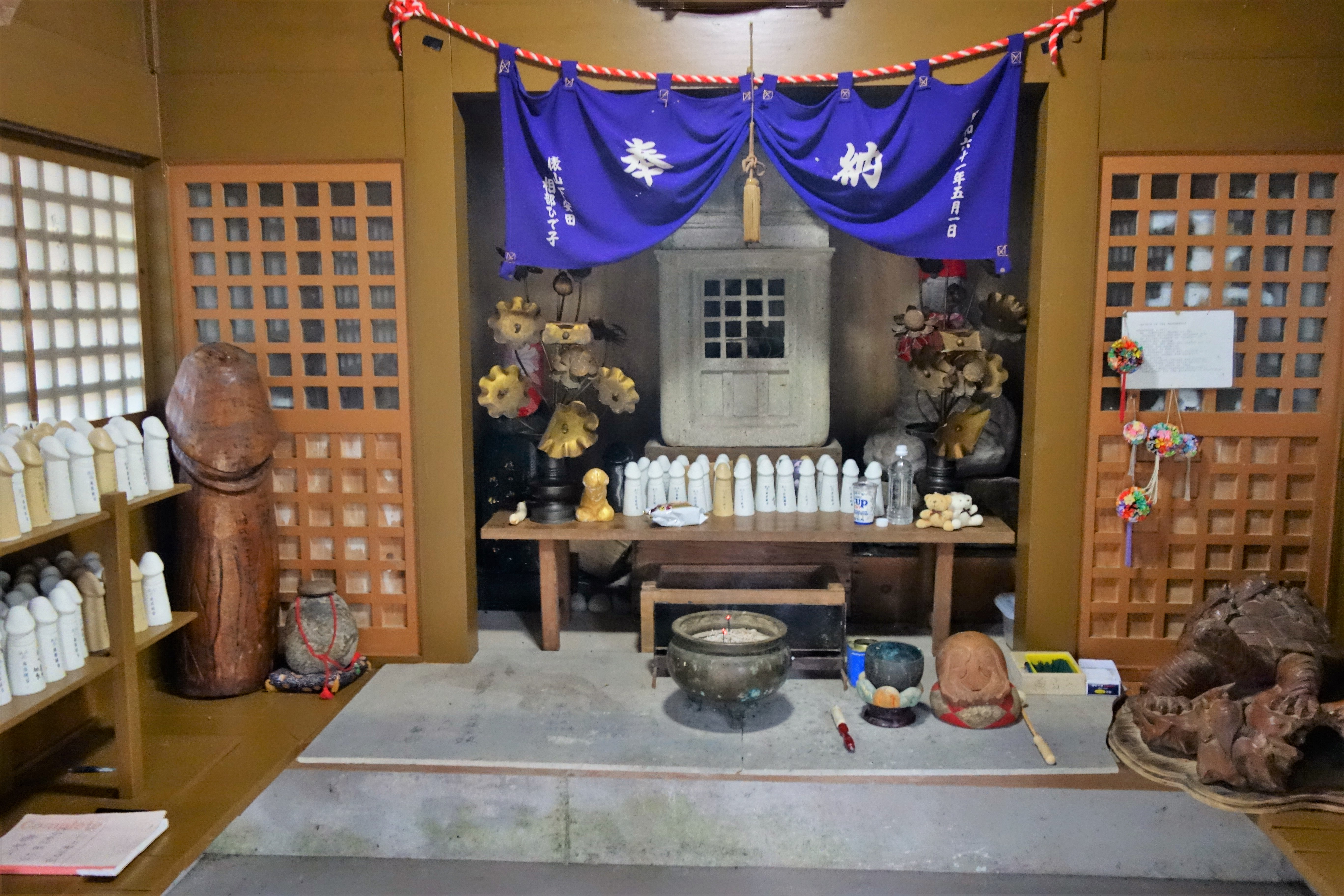
祠内部。正面に祭壇。左側にも陶器製男根像

麻羅観音（まらかんのん）は、山口県長門市俵山温泉下安田にある寺院、祠。子孫繁栄、精力増強、良縁、恋愛成就、夫婦円満などにご利益があるとされている。戦国時代に滅ぼされた大内氏の1人で、幼くして殺された大内歓寿丸の霊を慰めるために建立された。

## 概要
俵山温泉街から1キロメートルほど離れた県道281号線の山の斜面にある。観音を祭ってある小さな祠の周囲には沢山の陰茎の石像が置かれ、願い事を唱えながらその亀頭の部分をなでるとよりご利益が増すと言われる。石像は敷地内に十数体あり、中には高さ1メートルを超えるサイズもある。これらは全て外部から持ち込まれた奉納品である。
子宝祈願や安産だけでなく、夜尿症や性病に悩んで参拝する客も多い。願い事が書き込まれた高さ15センチメートル程の陶器製男根像が数多く奉納されており、敷地内左手奥の祠に陳列されている。麻羅観音は、地元の人々にも大切にされており、交代で清掃、整備が行われている。
毎年5月に「麻羅観音祭」が執り行われる。例年、長門市長や地元関係者も参列し、バザーやもちまきも開催される。また、俵山温泉の旅館経営者によって「大内哀史――麻羅観音の唄」というレコードが作られており、5月の「麻羅観音祭」でも、曲に合わせた踊りが奉納される。曲の歌詞は大内歓寿丸(後述）の魂を慰める哀愁を帯びた内容とされる。

## 歴史
戦国時代の1551年（天文20年）9月1日、当時の周防・長門・石見・安芸・豊前・筑前の太守だった大内義隆は、家臣であった陶晴賢の謀反よって攻められた。義隆は山口から長門仙崎に逃れ、海路で縁戚に当たる石見の吉見正頼を頼ろうとしたが悪天候のために船をだせず、長門湯本温泉の大寧寺に戻りそこで自刃した。義隆の子である大内義尊(当時7歳) は小幡義実に連れられて山を越えて逃亡を試みたが捕らえられ、翌日の9月2日にこの地の奥で殺された。大内義尊の墓は、現在の長門市俵山上安田にある。
大内義隆の末子の大内歓寿丸は、大寧寺の変の後に女装して山中に隠れて生活していた。しかし、翌年の1552年に陶の兵に捕らえられ、兄大内義尊と同じこの地で殺された（当時5歳）。このとき男児であるという証拠のために、歓寿丸の陰茎が切断され持ち帰られたとされる。このことを不憫に思った住人がその霊を慰めるために観音堂を作った。やがて、祠は本来の大内歓寿丸の慰霊の意味に加えて子宝祈願や健康増強の場として意味を持つようになり、多くの参拝者で賑わうようになった。

## アクセス
- 俵山温泉街から北側に徒歩1キロメートル[5]。
- JR美祢線「長門湯本駅」からバスで約20分、「俵山病院前」下車、徒歩約15分[4][5]。または同駅よりタクシーで約20分[4]。
- 中国自動車道「美祢インターチェンジ」から約60分[4]、県道281号線沿い[1]、駐車場15台[1]

## 特記事項
- 2013年、「俵山知恵だし会議」の試みとして、麻羅観音の夜間ライトアップが行われた[15]。
- 本尊は男根のような頭をした観音像である。
- 願いを書き込んで奉納する陶器製の男根像は、俵山温泉街で販売されている。
- 2017年に開催されたウォーキングイベント「ONSEN・ガストロノミーウォーキングin 長門・俵山温泉」のエイドステーションとして使用されたり[16]、サイクリングイベント「長門ブルーオーシャンライド with 秋吉台」のコースにも選ばれている[17]。
- 類似の男根信仰の宗教施設としては、宇和島の多賀神宮、和歌山県白浜の歓喜神社、愛知県小牧市の田縣神社、川崎市の金山神社、福岡県福津市の鬼塚麻羅観音などが知られる。

## ギャラリー

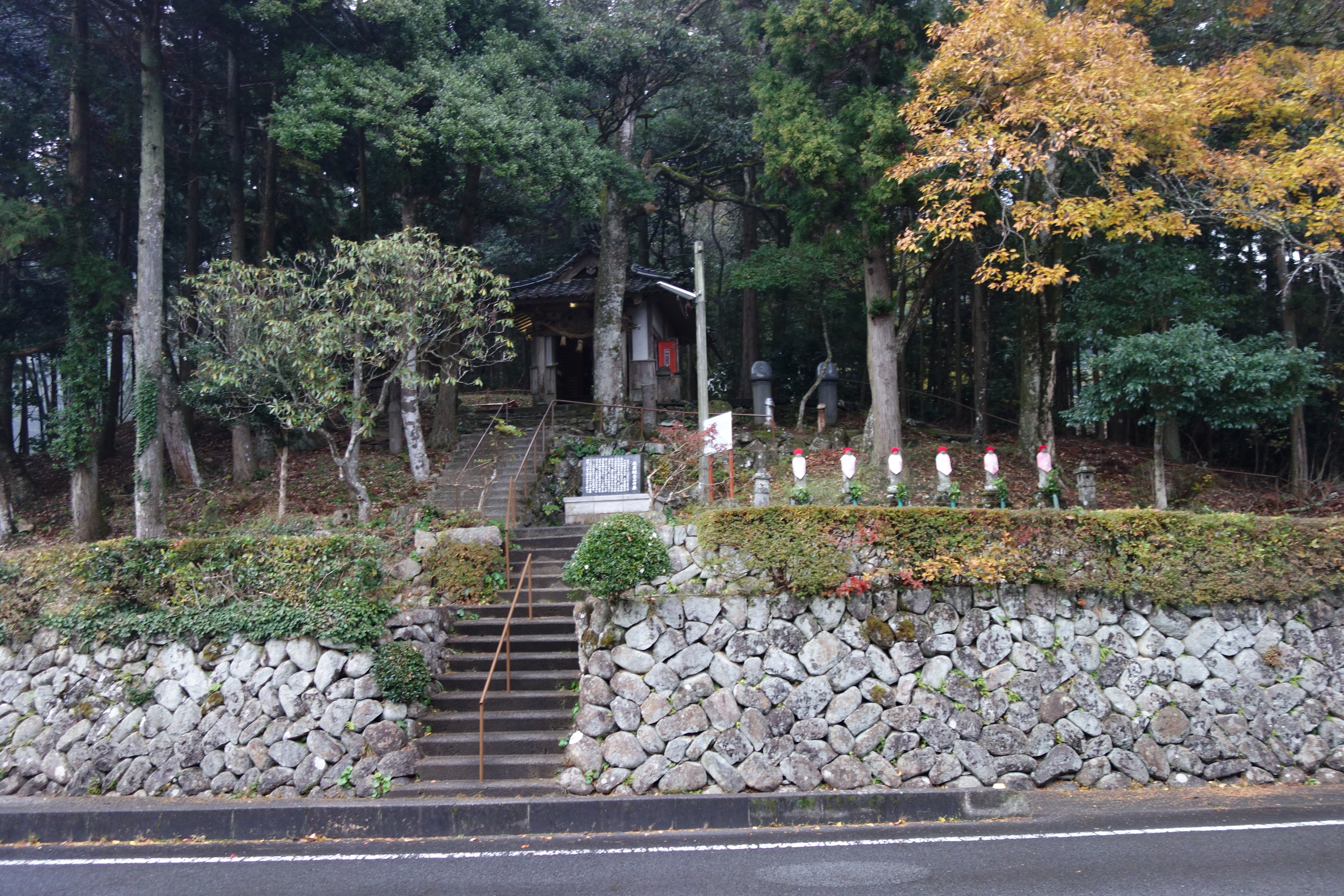
麻羅観音全景
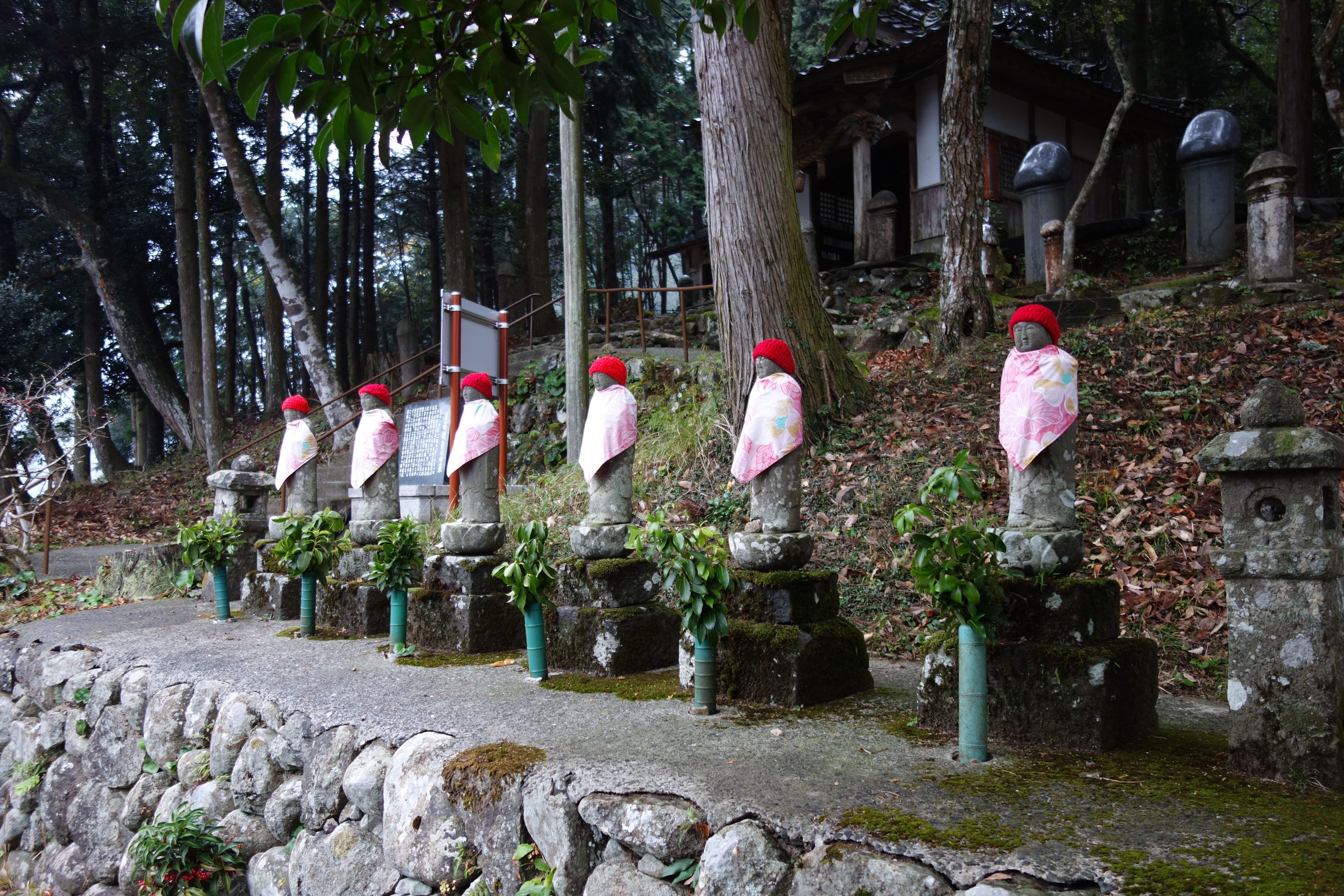
麻羅観音の六地蔵。背景に男根奉納の石像
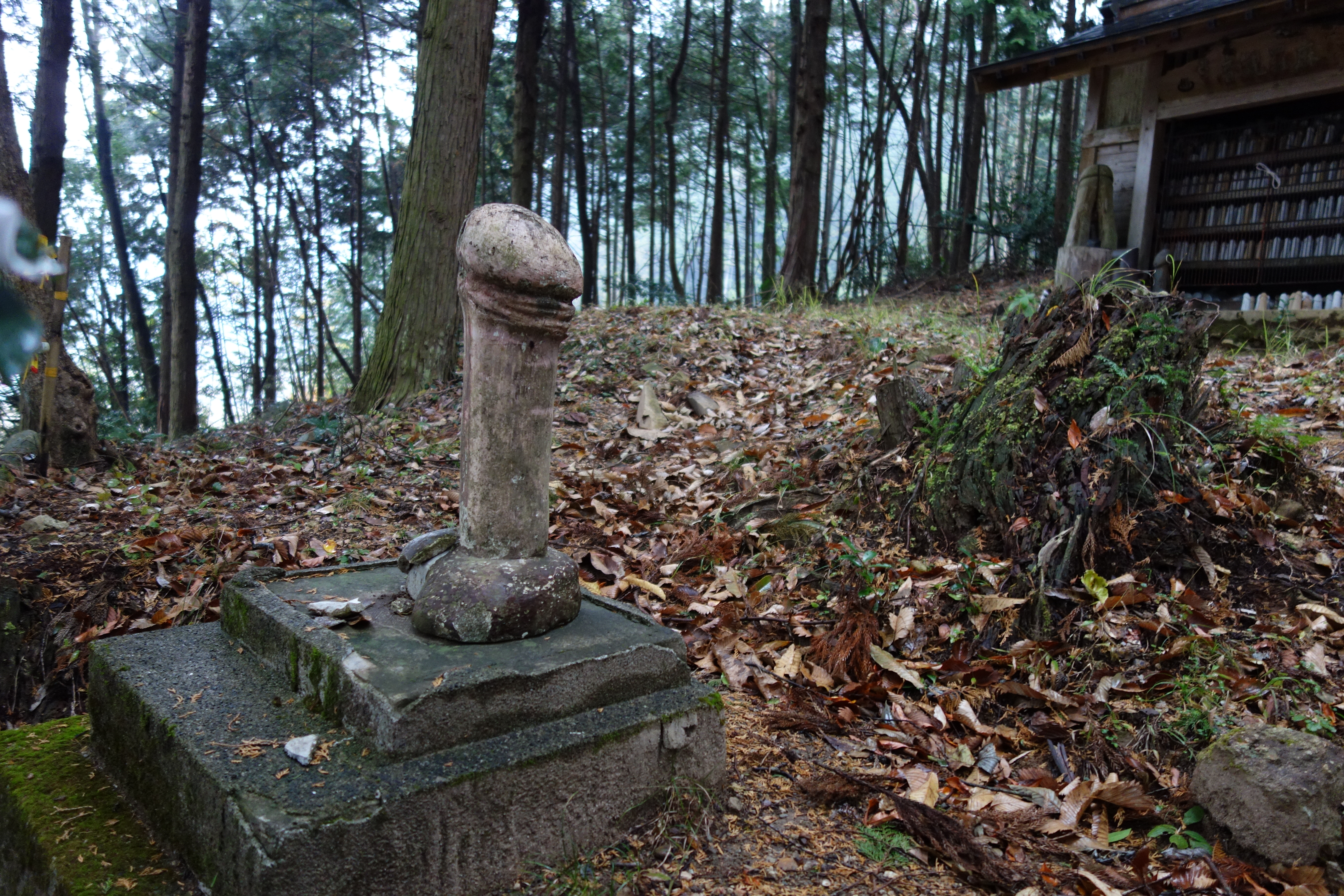
敷地に点在する陰茎を模した石像
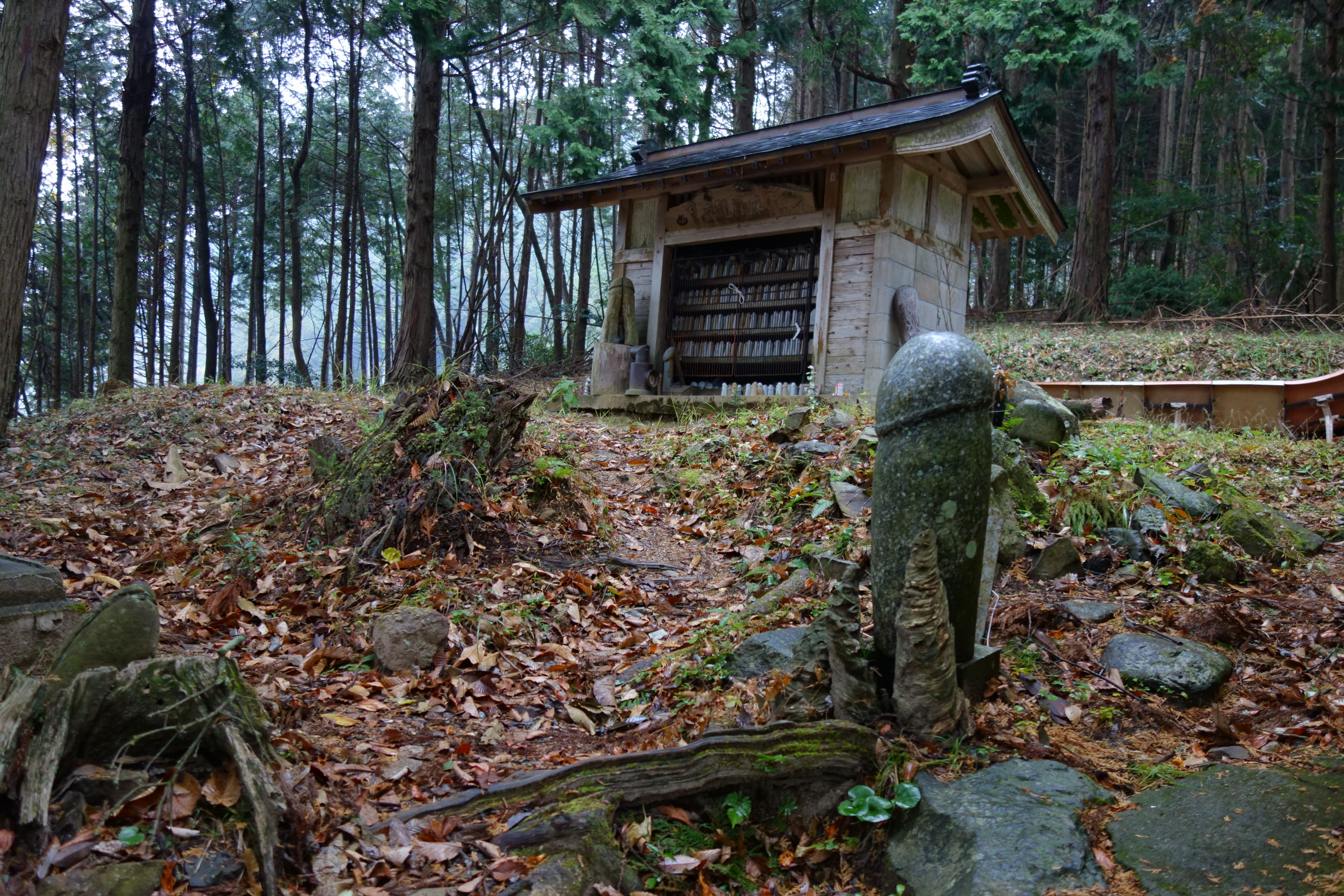
奥の建物が、願い事が書かれた陶器製男根像を保管する建物
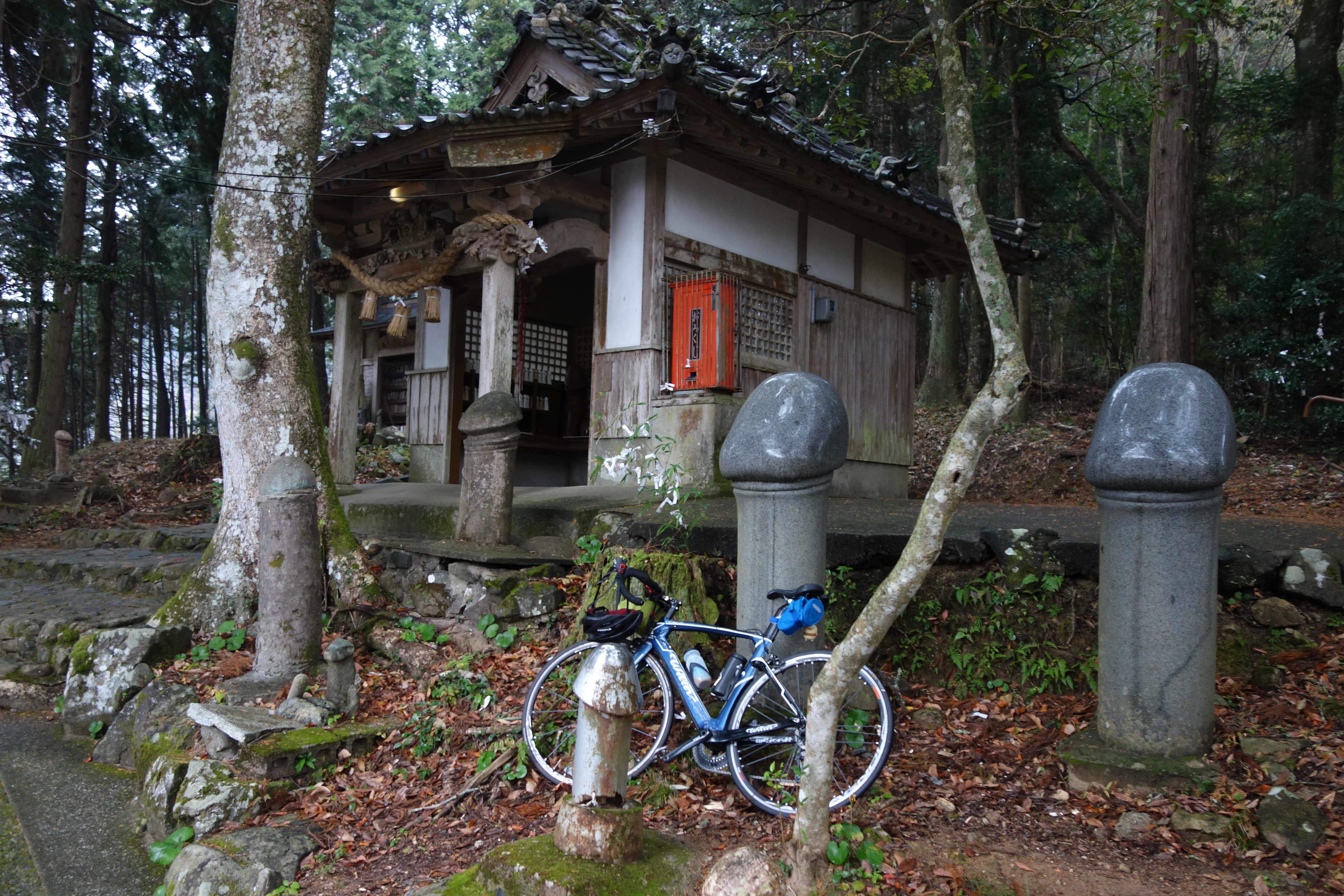
自転車とのサイズ比較